# Monobloc-Stuhl

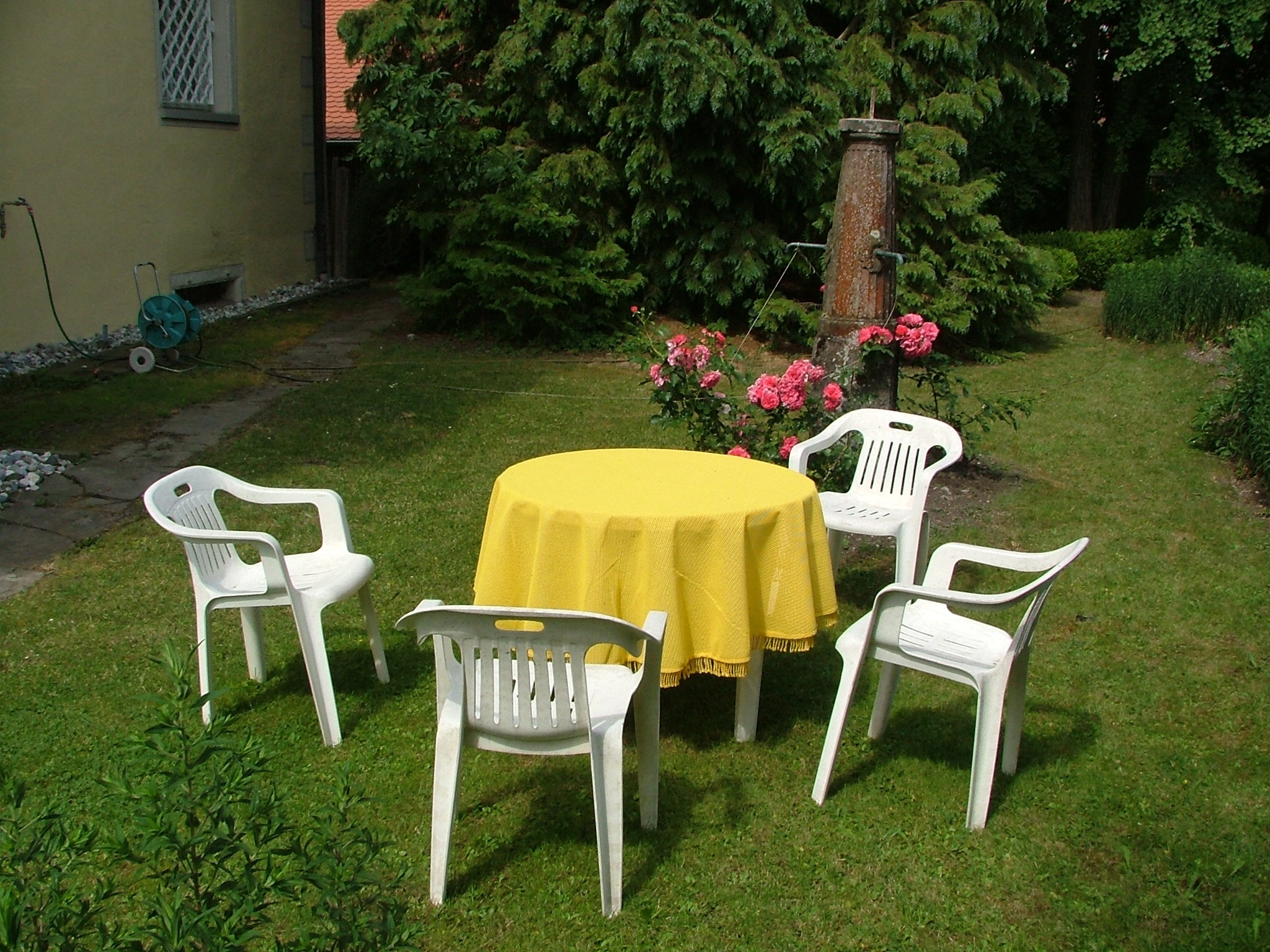
Vier Monobloc als Gartenmöbel und Sitzgarnitur

Der Monobloc ist ein seit den frühen 1970er Jahren gefertigtes stapelbares Kunststoff-Sitzmöbel. Namensgebend ist die Spritzgussfertigung aus Polypropylen in einem Stück (monobloc) und einem Arbeitsgang.
Merkmale des Monobloc, der als Stuhl, Sessel und Hocker gefertigt wird, sind sein geringes Gewicht, die Stapelbarkeit, sein günstiger Preis sowie die Möglichkeit zum Recyceln bzw. Downcyceln des Plastikstuhls oder -hockers. Der Monobloc selbst wie auch sein Produktionsverfahren sind patentrechtlich nicht geschützt, so dass er sich weltweit verbreiten konnte und mit geschätzten einer Milliarde Exemplaren das meistverkaufte Möbel aller Zeiten ist.

## Geschichte und Herstellung
Als Erfinder des Monobloc gilt der französische Ingenieur und Industrielle Henry Massonnet aus Nurieux-Volognat mit seinem „Fauteuil 300“ von 1972, der heute den Prototyp des billigen Kunststoffstuhls verkörpert.
Unterstützung bei der Entwicklung bekam er von seinem langjährigen Freund, dem Designer Pierre Paulin, der bereits viele Stühle entworfen und sich auch als Raumausstatter einen Namen gemacht hatte.
Der Monobloc war anfangs mit einem Preis von 300 Französischen Franc (das entspräche im Jahr 2022 etwa 300 Euro) ein teurer Ladenhüter. Massonnet optimierte die Herstellung so weit, dass ein Produktionszyklus weniger als zwei Minuten dauerte, und brachte über seine Firma Stamp die neuen Modelle Tango, Boston und Sirtaki auf den Markt. Ihm folgten diverse Produzenten in Europa und weltweit, die Massonnets Stühle kopierten und dabei leicht modifizierten.
Mit einer Spritzgussform lassen sich derzeit (2022) in 24 Stunden bis zu 1500 Stühle produzieren. Je nach Modell liegt die Menge des verwendeten Ausgangsmaterials Polypropylen dabei zwischen 1,7 und 3,5 kg. Man geht dabei von Kosten von ungefähr 2,50 Euro für 2,5 kg Kunststoffgranulat aus.

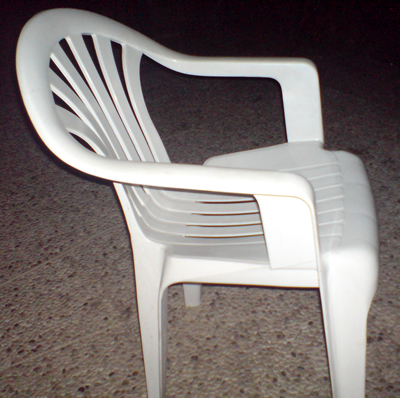
Der Monobloc
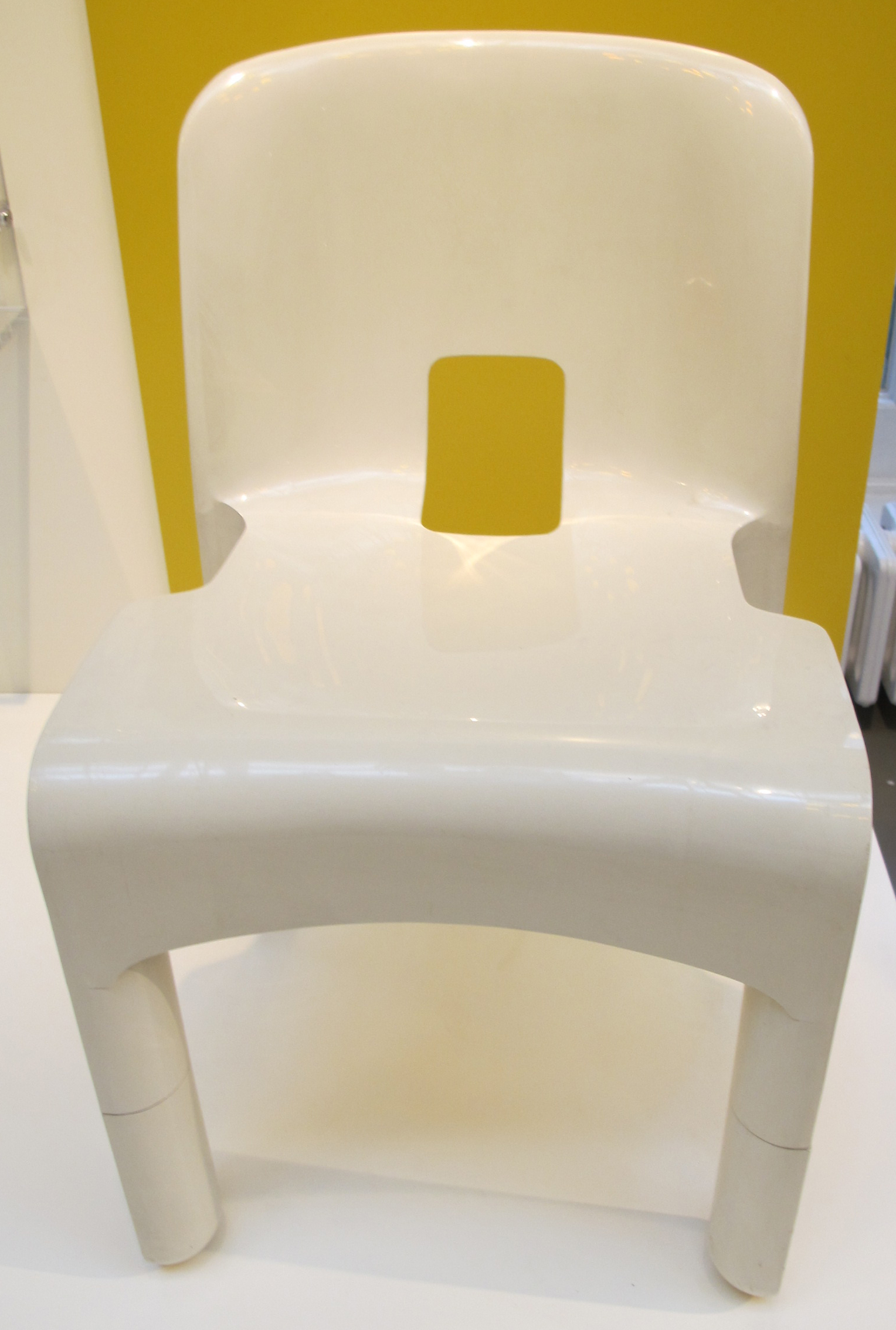
Joe Colombo: Stuhl Universale 4867, 1965, Kunststoff, zweiteilig, höhenverstellbar und stapelbar. Vorgänger des einteiligen Monobloc-Stuhls.
Helmut Bätzner: Stuhl BA1171, auch Bofinger-Stuhl, Entwurf 1964, erste Ausführung Bofinger 1966, Kunststoff, einteilig, stapelbar.
Ein roter Panton Chair – erstmals 1967 vorgestellt

## Trivia
1998 weckte der Stuhl in der 2. Deutschen Fußball-Bundesliga mediale Aufmerksamkeit. Horst Ehrmantraut, damaliger Trainer der Eintracht Frankfurt, verfolgte die Heimspiele seiner Mannschaft – anders als üblich – abseits der Trainerbank von einem Monobloc aus. Kultstatus erreichte der Stuhl, nachdem im selben Jahr der Aufstieg in die nächsthöhere Liga unter Ehrmantraut gelang. Heute befindet sich der als „Aufstiegsstuhl“ bekannte Monobloc im Eintracht Frankfurt Museum.

## Rezeption
- 2010: 220 °C Virus Monobloc – The Infamous Chair, Arnd Friedrichs und Kerstin Finger veröffentlichten 2010 ein Buch über den Monobloc-Stuhl.[9]
- 2017: Monobloc – Ein Stuhl für die Welt, Ausstellung im Vitra Design Museum, Schaudepot, Weil am Rhein.[4][10]
- 2021: Monobloc, Dokumentarfilm, Hauke Wendler drehte seit 2013 einen 90-minütigen Dokumentarfilm über den Stuhl, der seine Uraufführung 2021 beim DOK.fest München hatte und im Januar 2022 in die deutschen Kinos kam.[11][2][12]
  - 2022: Monobloc – Auf der Spur von einer Milliarde Plastikstühlen, auf Grundlage seines Films schrieb Hauke Wendler einen Podcast in sechs Folgen zu jeweils ca. 30 Minuten, den er mit NDR Info und Deutschlandfunk Kultur produzierte und der das Thema und seine kritische Betrachtung vertieft.[13]
  - 2022: Monobloc, ebenfalls auf der Grundlage des Films entstandenes Fotobuch von Hauke Wendler, Gestaltung von Rutger Fuchs, 192 Seiten, 120 Abbildungen, Hatje Cantz, Berlin 2022.[1]